# Новотроицкое (Хабаровский район)
Новотро́ицкое — село в Хабаровском районе Хабаровского края. Входит в сельское поселение «Село Бычиха».

## География
Село Новотроицкое стоит на правом берегу Амурской протоки (правобережная протока Амура), у подножия хребта Большой Хехцир.
Расположено на автодороге краевого значения Красная Речка — Казакевичево. Расстояние до Красной Речки (микрорайон Хабаровска) около 12 км.

## Население
| 1992 | 2002 | 2010 | 2011 | 2012 | 2021 |
| ---- | ---- | ---- | ---- | ---- | ---- |
| 216  | ↘193 | ↗216 | ↗217 | ↘216 | ↘200 |

## Экономика
- Сельскохозяйственные предприятия Хабаровского района.
- В селе Новотроицкое находится пансионат «Хехцир».
- В окрестностях села Новотроицкое находятся летние детские лагеря, садоводческие общества хабаровчан.

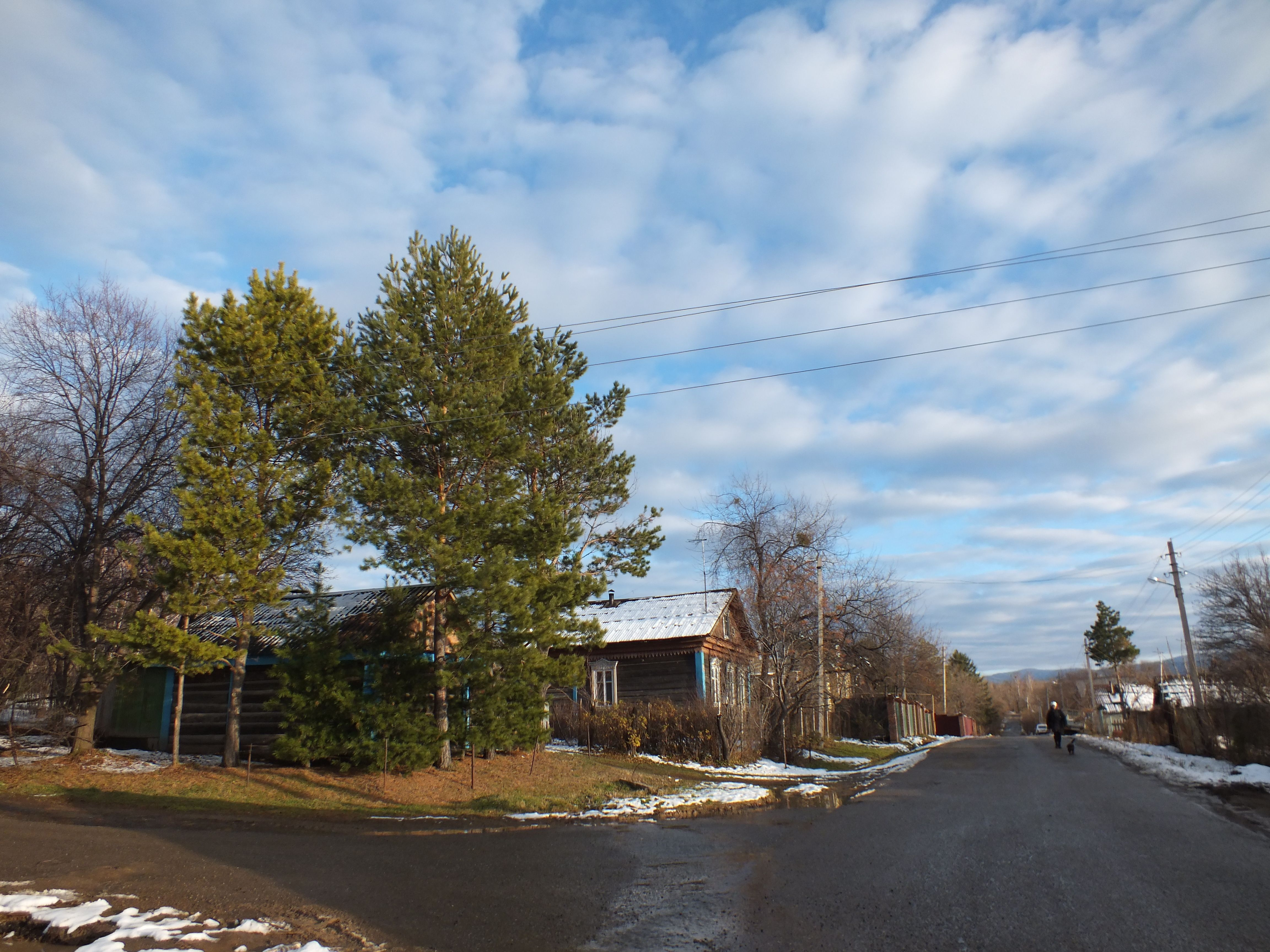
Улица села Новотроицкое
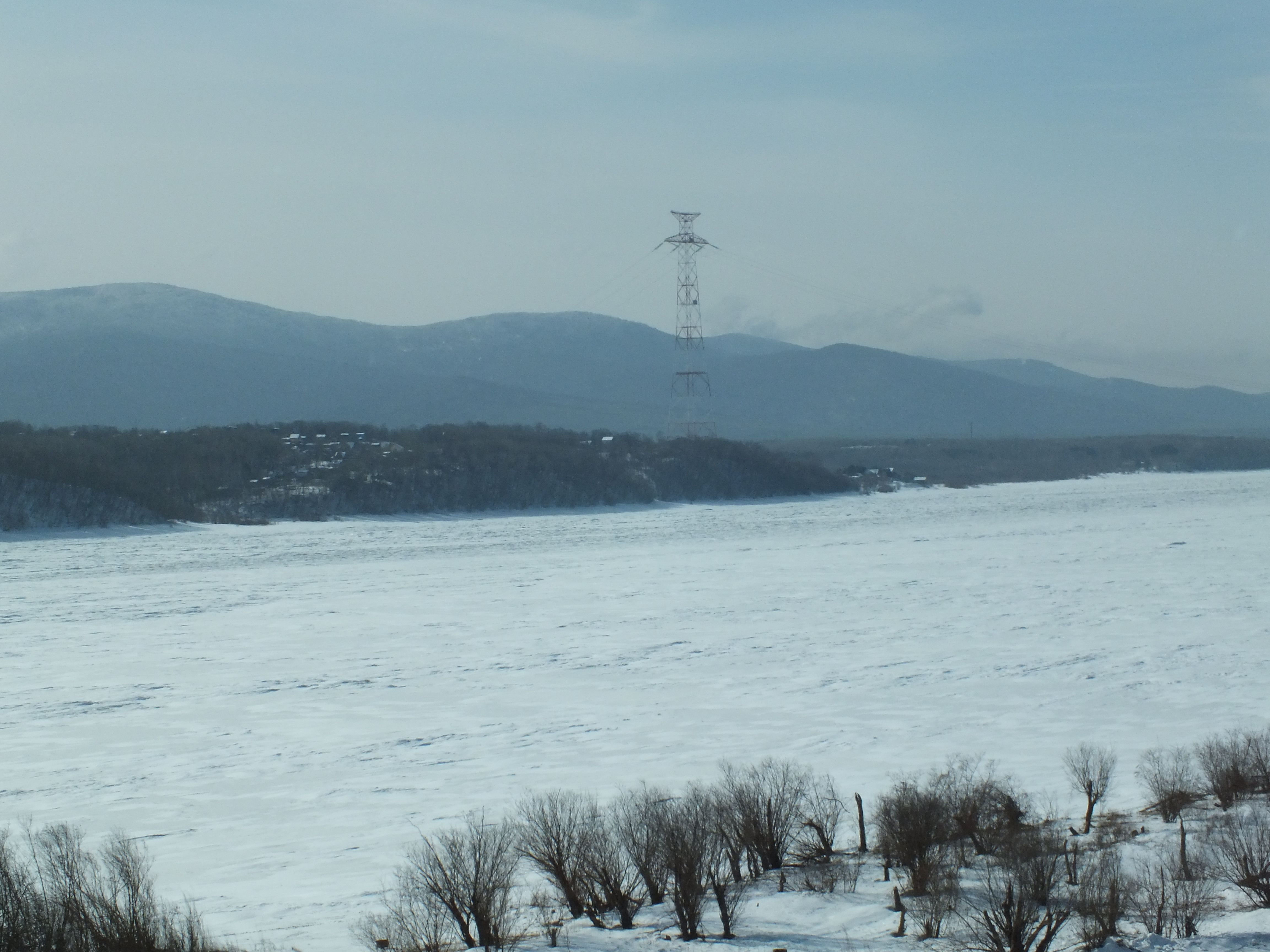
Амурская протока и село Новотроицкое.
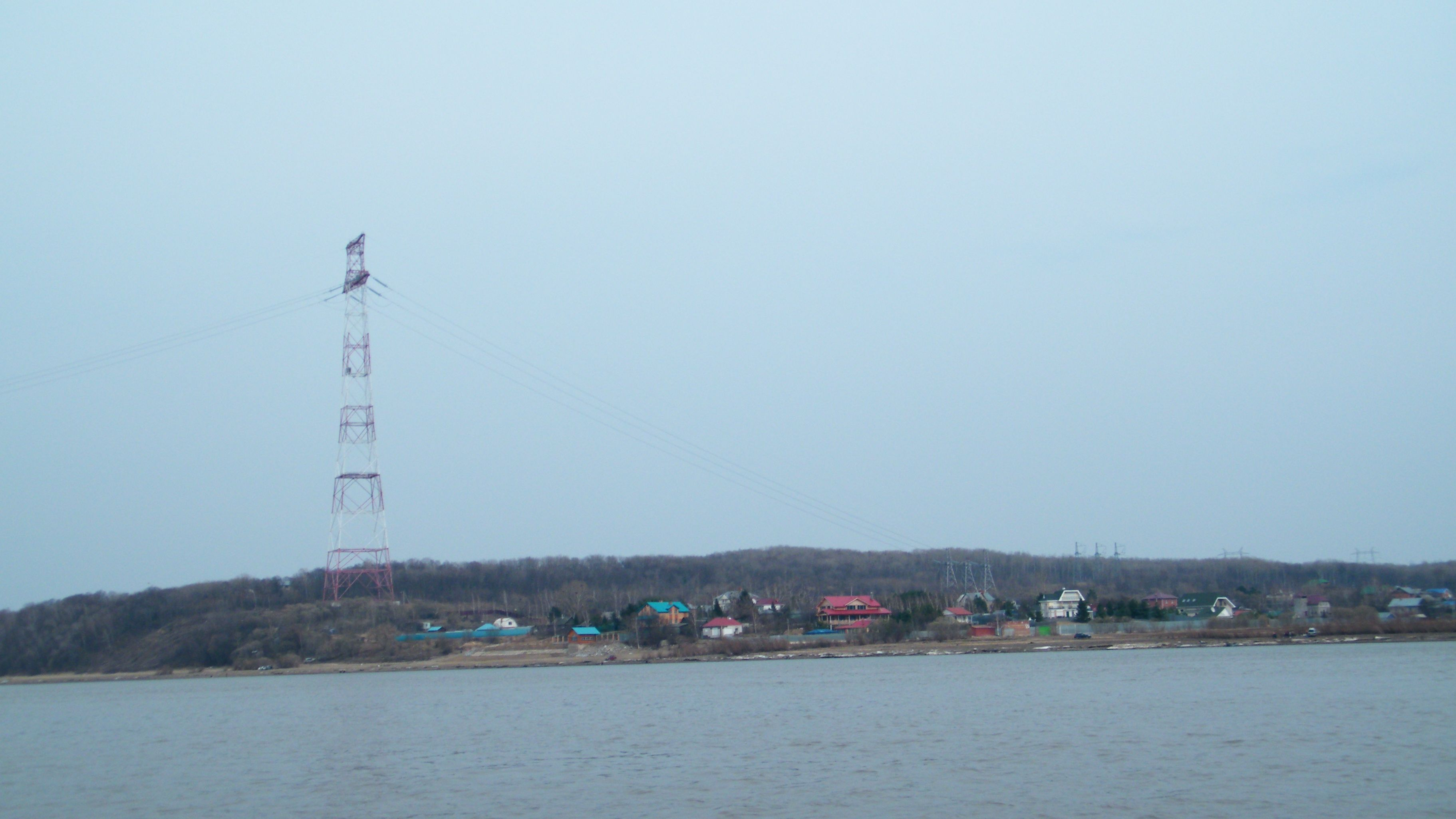
Село Новотроицкое, вид с Амурской протоки